# Nephrotoma moravica
Nephrotoma moravica är en tvåvingeart som beskrevs av Martinovsky 1971. Nephrotoma moravica ingår i släktet Nephrotoma och familjen storharkrankar. Inga underarter finns listade i Catalogue of Life.